# Sicalis taczanowskii
El chirigüe de Taczanowski  (Sicalis taczanowskii), también denominado sabanero goliazufrado o pinzón sabanero golisulfúreo (en Ecuador), chirigüe de garganta azufrada (en Perú) o semillero de pecho amarillo, es una especie de ave paseriforme de la familia Thraupidae perteneciente al género Sicalis. Es nativo del litoral pacífico del noroeste de América del Sur. 

## Distribución y hábitat

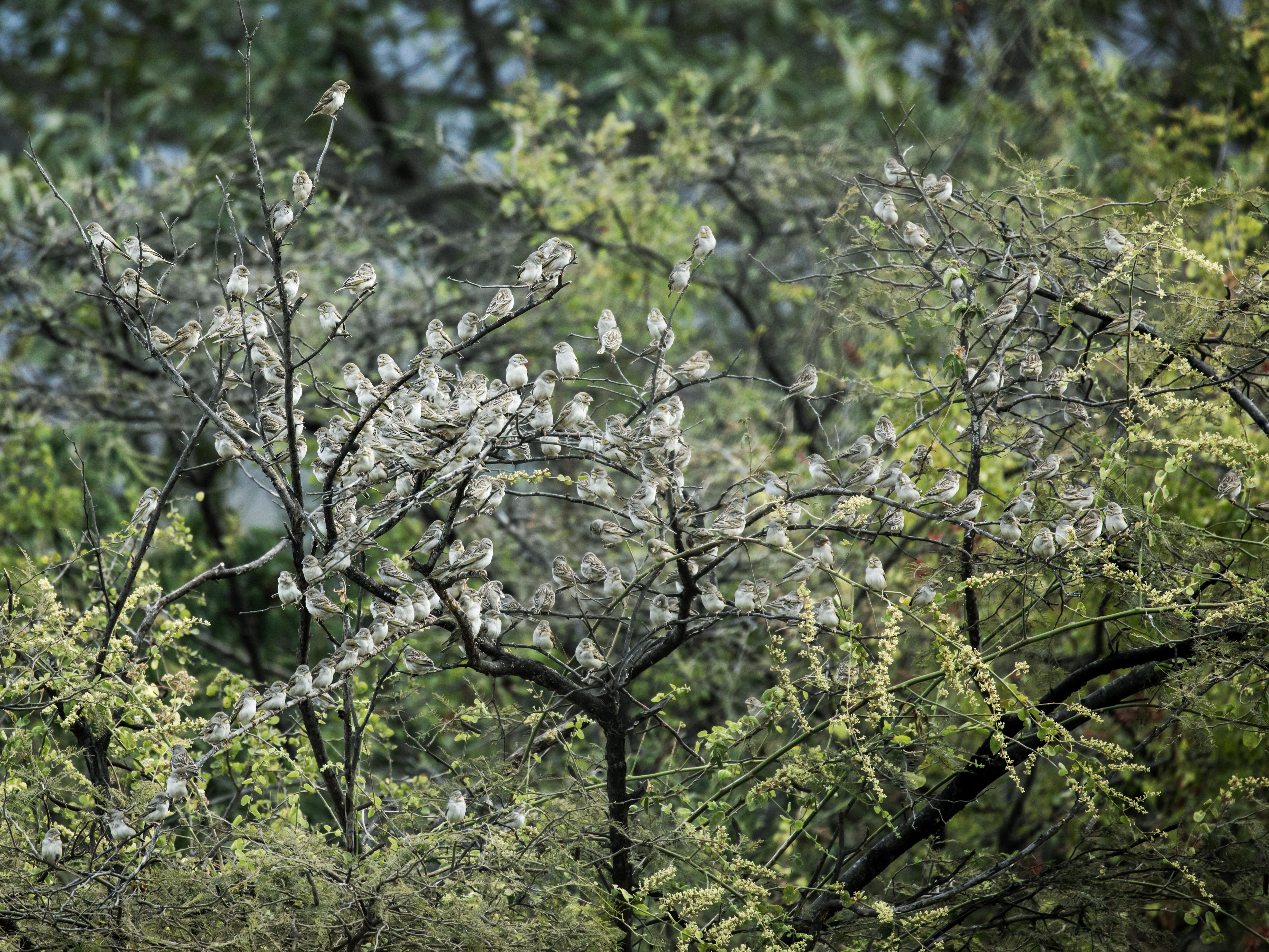
Bandada posada en árbol, en Lambayeque, Perú.

Esta especie es considerada poco común en su hábitat natural: las áreas desérticas costeras abiertas con matorrales dispersos, hasta los 400 m de altitud. Puede ocurrir en grandes bandadas compactas de docenas o hasta centenas de pájaros, alimentándose principalmente en el suelo. De comportamiento errático, su población parece haber declinado acentuadamente en algunas regiones, por ejemplo, en Ecuador.

## Sistemática

### Descripción original
La especie S. taczanowskii fue descrita por primera vez por el ornitólogos británico Richard Bowdler Sharpe en 1888 bajo el nombre científico Sycalis taczanowskii; la localidad tipo es: «Tumbes, Peru».

### Etimología
El nombre genérico femenino Sicalis proviene del griego «sikalis, sukalis o sukallis»: pequeño pájaro de cabeza negra, mencionado por Epicarmo, Aristóteles y otros, no identificado, probablemente un tipo de curruca Sylvia; y el nombre de la especie «taczanowskii» conmemora al ornitólogo polaco Władysław Taczanowski (1819–1890).

### Taxonomía
Es monotípica. Ya fue colocado en un género monotípico Gnathospiza debido a las características únicas de su pico robusto.